# Flashcard
Flashcard hoặc thẻ thông tin là loại thẻ mang thông tin (từ, số hoặc cả hai), được sử dụng cho việc học bài trên lớp hoặc trong nghiên cứu cá nhân. Người dùng sẽ viết một câu hỏi ở mặt trước thẻ và một câu trả lời ở mặt sau. Dùng flashcard học từ vựng rất hiệu quả. Ngoài ra, có thể dùng flashcard để học ngày tháng năm lịch sử, công thức hoặc bất kỳ vấn đề gì có thể được học thông qua định dạng một câu hỏi và câu trả lời. Flashcard được sử dụng như một cách rèn luyện để hỗ trợ ghi nhớ bằng cách lặp đi lặp lại cách nhau.

## Tính hiệu quả của flashcard
Flashcard là một công cụ ôn tập rất hiệu quả. Theo khoa học nghiên cứu, với một lượng kiến thức cần nhớ, thì sau 1 ngày tiếp thu, người học chỉ còn nhớ 35.7% lượng kiến thức và sau 1 tháng, lượng kiến thức chỉ còn khoảng 21% trong não bộ. Vì thế, việc ôn tập lại kiến thức đóng vai trò rất quan trọng trong quá trình ghi nhớ.
Không dừng lại ở tính hiệu quả cao, flashcard còn là một phương pháp học nhanh và tiện lợi. Với thiết kế nhỏ gọn, người học có thể đem flashcard theo bên mình và sử dụng mọi lúc mọi nơi. Tại một số quốc gia có nền giáo dục phát triển như Canada, Singapore, Hàn Quốc, Mỹ,... họ có rất nhiều phương pháp tiên tiến giúp chúng ta rất dễ bắt gặp cảnh sinh viên sử dụng flashcard tại khu vực công cộng. Họ sử dụng khi chờ xe bus, nghỉ giải lao, ăn trưa hay xem trước khi ngủ… để tiếp thu thêm cũng như ôn lại kiến thức lúc rảnh rỗi.
- Sơ đồ mô tả quá trình suy giảm khả năng ghi nhớ của não bộ qua thời gian:

## Nguyên tắc của việc học bằng flashcard
Flashcard hoạt động hiệu quả nhất khi tuân thủ những nguyên tắc quan trọng sau:
1. Sử dụng cả hai mặt của flashcard một cách hợp lý, xem cả hai mặt nhiều lần để nhớ thông tin
Ví dụ, khi học một từ mới, một mặt sẽ là từ cần học, một mặt là cụm định nghĩa ngắn cho từ. Khi học một sự kiện lịch sử, có thể ứng dụng như sau: một mặt là "George Washington" và một mặt là "Tổng thống Mỹ đầu tiên".
2. Không đưa quá nhiều thông tin vào 1 tấm flashcard
Lỗi thông thường dễ mắc phải khi thực hiện flashcard của người học là đưa quá nhiều thông tin vào 1 tấm flashcard. Mỗi tấm flashcard chỉ nên mang 1 mẩu thông tin dưới dạng 1 câu hỏi – 1 câu trả lời. Thông tin phải ngắn gọn và khi học chỉ cần lướt qua thật nhanh (như ý nghĩa của từ "flash" trong từ flashcard), flashcard không phải một đề cương hay từ điển.
3. Sử dụng minh họa
Vẽ hình minh họa trên flashcard hoặc cắt dán hình từ các tạp chí. Flashcard càng thú vị và khác biệt thì người học cáng cảm thấy dễ dàng hơn để nhớ được những thông tin trên flashcard.
4. Sử dụng flashcard màu
Màu được sử dụng như một gợi ý giúp người học nhớ được một đặc tính nào đó của thông tin trên flashcard.
Ví dụ khi học từ vựng, màu sắc được dùng để đánh dấu ý nghĩa khác nhau của từ, màu xanh cho những từ có ý nghĩa tốt đẹp, tích cực, màu đỏ hoặc vàng cho những từ có nghĩa tiêu cực, màu trung tính cho những từ không mang nghĩa xấu hay tốt.
5. Luôn mang flashcard bên mình
Điều đặc biệt của phương pháp học bằng flashcard là người học không cần bỏ ra một khoảng thời gian đặc biệt nhất định nào để xem lại.
Người học nên xem lại bộ flahcard của mình bất cứ khi nào và ở đâu khi có cơ hội, có thể là khi đang nghỉ ngơi, đang đi xe bus, đang xếp hàng chờ đợi… Người học nên thực hành việc xem lại bộ flashcard thường xuyên và tạo thói quen hàng ngày giống như việc đánh răng hoặc đi tắm.
6. Thay đổi thứ tự các tấm flashcard
Người học nên xáo trộn các tấm flashcard sau mỗi lần ôn tập. Nếu người học luôn ghi nhớ thông tin trên flashcard theo 1 thứ tự sẽ khiến họ khó có thể nhớ được 1 thông tin nào đó khi nó nằm trong 1 tình huống khác và không còn theo thứ tự đã học.
7. Đánh dấu flashcard
Khi học bằng flashcard, người học có thể đánh dấu các tấm flashcard đã được ghi nhớ, sau 2-3 lần đánh dấu, những tấm flashcard đó có thể được để sang một bên và ôn lại sau một thời gian dài hơn.

## Ứng dụng của flashcard
Lợi thế của flashcard so với các cách học thông thường là tính tiện dụng, cơ động và sáng tạo. Với thiết kế nhỏ gọn, đơn giản nhưng đẹp mắt, các tấm flashcard giúp bạn cảm thấy hứng thú hơn trong suốt quá trình sử dụng. Những kiến thức đưa lên flashcard đều được tinh giản lại một cách ngắn gọn, súc tích cũng giúp bạn dễ dàng tập trung hơn vào các ý chính.
Flashcard là phương pháp thông dụng rất phổ biến trong giới sinh viên, học sinh nước ngoài. Người học có thể sử dụng flashcard trong nhiều ngành khác nhau như: ẩm thực, văn hóa, lịch sử, địa lý hay phổ biến nhất chính là học ngoại ngữ. Tuy có thể áp dụng cho nhiều ngành khác nhau, tuy nhiên hơn 70% flashcard trên thế giới được dùng để học từ vựng tiếng nước ngoài.
Theo xu thế giáo dục nước ta hiện nay, lượng kiến thức ngày càng nhiều mà thời gian học tập và thi cử lại vô cùng hạn hẹp. Hy vọng là với phương pháp học mới này sẽ giúp các bạn học sinh, sinh viên Việt Nam tận dụng triệt để nhằm tiếp thu và ôn tập kiến thức một cách hiệu quả trong thời gian ngắn.

## Tự động hóa
Những ý tưởng tương tự đã được đưa vào một số chương trình học ngôn ngữ có sự hỗ trợ của máy tính và chương trình thẻ nhớ. Nhiều chương trình trong số này sử dụng cái gọi là  'thẻ flash điện tử' '. Đến nay, có các loại thẻ flash điện tử sau: đơn phương; song phương; ba bên.